# Diego de Soria
Diego de Soria OP (* 16. April 1558 in Los Yébenes, Provinz Toledo; † 1613 in Lal-lo) war Bischof des Bistums Nueva Segovia während der Regierung von Philipp III.

## Leben
Diego de Soria trat 1575 in das Convento de Santo Domingo ein. Nach Abschluss eines Studiums wurde er zum Priester geweiht und lehrte danach an der Universidad de Alcalá. Von 1585 bis 1586 bereitete er sich mit einer Gruppe auf die Mission der Philippinen vor.

## Misa de Aguinaldo
1587 erhielt Diego de Soria von Sixtus V. eine Päpstliche Bulle, die es in Neuspanien erlaubte in den neun Tagen am Ende des liturgischen Jahres von 16. bis 24. Dezember die Misas de Aguinaldo unter freien Himmel zu feiern. Aus diesen entwickelten sich Las posadas. In Brasilien entwickelte sich daraus der Vorname Aguinaldo, der auf den Philippinen für Emilio Aguinaldo Pate stand. In zahlreichen Staaten Lateinamerikas ist Aguinaldo eine Bezeichnung für Weihnachtsgeld.

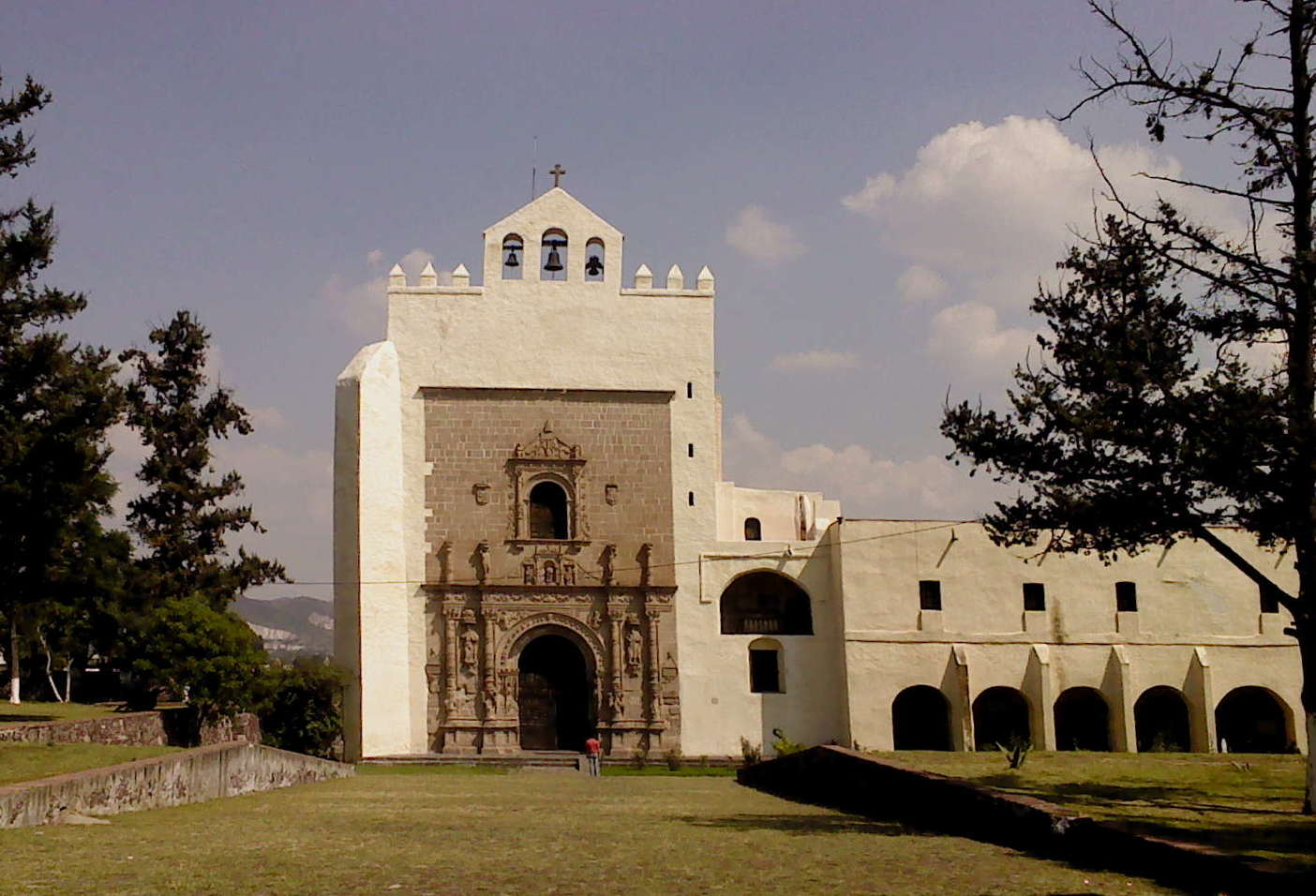
Ab 1587 war Diego de Soria Prior des Convento de San Agustín Acolman.

Ab 1587 war Diego de Soria der erste Pfarrer und Prior des Convento de Santo Domingo in Manila, 1588 und 1596 legte er die Provinzkapitel fest. Er missionierte Pangasinan und unternahm eine apostolische Reise in die Provinz Cagayan. 1594 wurde er Mitglied der Junta der Capitanía General de las Filipinas.
1598 wurde er Procurador der Capitanía General de las Filipinas am Real Sitio de San Lorenzo de El Escorial und beim Kirchenstaat ernannt.
Auf seiner Reise nach Cádiz, über Acapulco gründete das Hospiz von San Jacinto in Mexiko-Stadt als Unterkunft für Missionare auf dem Transit von Spanien zu den Philippinen.
Am 12. November 1601 schlug der Consejo de Indias Papst Clemens VIII. Diego de Soria als Kandidaten für den Posten als Bischof für das Bistum Nueva Segovia vor. Der Papst entsprach diesem Vorschlag am 15. November 1602.
Diego de Soria wurde in der Kirche von Bagumbayan Sto Domingo de Guzman, heute die Kirche von Lal-lo, beigesetzt.
| Vorgänger              | Amt                                 | Nachfolger            |
| ---------------------- | ----------------------------------- | --------------------- |
| Miguel de Benavides OP | Bischof von Nueva Segovia 1602–1613 | Miguel García Serrano |